# 蒼き狼 成吉思汗の生涯
『蒼き狼 成吉思汗の生涯』（あおきおおかみ ジンギスカンのしょうがい）は、テレビ朝日開局20周年記念作品として、1980年10月6日（月）、10月7日（火）の2夜連続で放送されたスペシャルドラマ。両日ともに午後8時 - 午後10時45分で放送された。井上靖の小説『蒼き狼』が原作。キャッチコピーは「狼たちが曠野を駆ける。野望に燃えて－」。

## キャスト
- 鉄木真（テムジン）：加藤剛　…　後の成吉思汗（ジンギスカン）
- ホエルン：大楠道代　…　テムジンの母
- ボルテ：倍賞美津子　…　テムジンの妻
- 忽蘭（クラン）：神崎愛　…　テムジンの愛妃
- カサル：河原崎次郎　…　テムジンの弟・二歳違い
- ジュチ：荒木しげる　…　テムジンの息子
- ボオルチュ：田中邦衛　…　テムジンの部下
- トオリルカン：中谷一郎　…　ケレイト部族長にして蒙古高原の実力者
- ジャムカ：若林豪　…　ジャジラト氏族長・テムジンの盟友にしてライバル
- テップテングリ：財津一郎　…　予言者
- ゴルチ：泉谷しげる　…　放浪者
- ソルカン・シラ：大友柳太朗　…　タイチュート族に捕らえられたテムジンを救う
- ナレーション：仲代達矢
- その他のキャスト：福田豊土、林道紀、林邦史朗、中村美代子、木村四郎、伊東達広、可知靖之、田中浩、信欣三、他。
- エスガイ：平幹二朗　…　テムジンの父

## スタッフ
- 原作：井上靖
- 脚本：大野靖子
- 監督：森﨑東（前編）、原田隆司（後編）
- プロデューサー：勝田康三（テレビ朝日）、原田昇（国際放映）、古賀伸雄（俳優座）
- 音楽：佐藤勝
- 企画制作：テレビ朝日、国際放映
- 協力：中華人民共和国中央広播事業局、日本中国文化交流協会
- 制作協力：俳優座映画放送
- 企画協力：シナリオ

## DVD
DVDボックスとして2004年に、エムスリイエンタテイメントより発売されている（カラー、モノラル、計290分収録）。DVDではディスク4枚の収録となり、新たに4部構成としている。また、当初無かったサブタイトルがつけられている。
- 第一部『成吉思汗の誕生』
- 第二部『大平原の誓い』
- 第三部『モンゴルの統一』
- 第四部『万里の長城越え』